# 21629 Сіперстейн
21629 Сіперстейн (21629 Siperstein) — астероїд головного поясу, відкритий 13 липня 1999 року.
Тіссеранів параметр щодо Юпітера — 3,671.